# Charles S. Dutton
Charles Stanley Dutton (ur. 30 stycznia 1951 w Baltimore w stanie Maryland, USA) – amerykański aktor.